# Саут-Парк (долина)
Са́ут-Парк (англ. South Park) — высокогорная долина в округе Парк, в штате Колорадо. Расположена на высоте около 3000 метров в Скалистых горах, в центральной части штата, приблизительно в 100 километрах к юго-западу от Денвера. Площадь долины 2789 км², она охватывает истоки реки Саут-Плейт-Ривер. Это наиболее южная из трех больших высокогорных долин Колорадо, среди которых также Норт-Парк и Миддл-Парк. Город Фэрплей, самый большой город в долине, расположен вблизи северного конца долины.

## В популярной культуре
Название долины широко известно с конца 1990-х годов благодаря мультсериалу «Южный парк», названного именно в её честь. Трей Паркер, один из создателей сериала, вырос в городке Конифере, расположенном примерно в 65 километрах к востоку от Фэрплея.